# Loxley (Alabama)
Loxley és un poble dels Estats Units a l'estat d'Alabama. Segons el cens del 2000 tenia 1.348 habitants.

## Demografia
Segons el cens del 2000, Loxley tenia 1.348 habitants, 562 habitatges, i 375 famílies. La densitat de població era de 216,9 habitants/km².
Dels 562 habitatges en un 31,9% hi vivien nens de menys de 18 anys, en un 49,5% hi vivien parelles casades, en un 13,7% dones solteres, i en un 33,1% no eren unitats familiars. En el 30,2% dels habitatges hi vivien persones soles el 12,8% de les quals corresponia a persones de 65 anys o més que vivien soles. El nombre mitjà de persones vivint en cada habitatge era de 2,35 i el nombre mitjà de persones que vivien en cada família era de 2,91.
Per edats la població es repartia de la següent manera: un 25,3% tenia menys de 18 anys, un 8,7% entre 18 i 24, un 29,4% entre 25 i 44, un 23,6% de 45 a 60 i un 13,1% 65 anys o més.
L'edat mediana era de 37 anys. Per cada 100 dones hi havia 86,2 homes. Per cada 100 dones de 18 o més anys hi havia 83,8 homes.
La renda mediana per habitatge era de 33.583 $ i la renda mediana per família de 43.500 $. Els homes tenien una renda mediana de 34.609 $ mentre que les dones 22.614 $. La renda per capita de la població era de 18.099 $. Aproximadament l'11,1% de les famílies i el 15,7% de la població estaven per davall del llindar de pobresa.

## Poblacions més properes
El següent diagrama mostra les poblacions més properes.